# Grillon
Grillon là một xã trong tỉnh Vaucluse thuộc vùng Provence-Alpes-Côte d’Azur ở đông nam nước Pháp. Xã này nằm ở khu vực có độ cao trung bình mét trên mực nước biển.
Xã có cự ly khoảng 6 km so voíư Grignan.